# Experimento com um Pássaro numa Bomba de Ar
Experimento com um Pássaro numa Bomba de Ar é uma pintura a óleo de 1768 de autoria de Joseph Wright of Derby.A obra mostra um grupo de pessoas a assistir a uma experiencia com uma bomba de vácuo. Um pássaro está confinado a uma espécie de esfera de vidro. Outros dispositivos experimentais são retratados no quadro. 
O quadro mostra uma reunião científica noturna e tem como assunto principal a demonstração das propriedades do ar. O centro do quadro contém um vaso e, detrás deste, provém toda a iluminação que domina a cena. 
A obra retrata um estudioso da natureza, de nome James Ferguson, executando experimentos associados à pressão do ar. Normalmente os demonstradores de experimentos eram viajantes que iam de cidade em cidade, mostrando seu trabalho. Em especial, esse quadro foi pintado por Wright em uma das apresentações de Ferguson na cidade de Derby.
No centro da pintura, Ferguson manipula uma bomba de vácuo.
Os diversos semblantes parecem reproduzir a multiplicidade de sentimentos causados pelas conquistas científicas da época: temor, indiferença, esperança, consternação e poder diante dos novos tempos.

## Leituras adicionais
- GORRI, A. P.; SANTIN FILHO, O. Representação de temas científicos em pintura do século XVIII: um estudo interdisciplinar entre Química, História e Arte. Química Nova na Escola. v. 31, n. 3, 2009.